# Op de drempel van het leven
Op de drempel van het leven (Zweeds: Nära livet) is een film van de Zweedse regisseur Ingmar Bergman uit het jaar 1958.

## Verhaal
Drie moeders op dezelfde kraamkamer vertellen elkaar hun levensverhalen en hun diepste gevoelens. Een ongelukkig getrouwde vrouw heeft een miskraam. Een oudere vrouw krijgt een doodgeboren kind. Een meisje wier abortus is mislukt, accepteert het moederschap.

## Rolverdeling
| Acteur                | Personage         |
| --------------------- | ----------------- |
| Eva Dahlbeck          | Stina Andersson   |
| Ingrid Thulin         | Cecilia Ellius    |
| Bibi Andersson        | Hjördis Petterson |
| Barbro Hiort af Ornäs | Zuster Brita      |
| Erland Josephson      | Anders Ellius     |
| Max von Sydow         | Harry Andersson   |
| Gunnar Sjöberg        | Dr. Nordlander    |
| Ann-Marie Gyllenspetz | Raadsman Gran     |
| Inga Landgré          | Greta Ellius      |